# Регіоналізація
Регіоналізація – утворення економічних інтеграційних угрупувань, що розташовані на певній території, з метою підвищення ефективності економіки шляхом уніфікації законодавства, ліквідації адміністративних обмежень на переміщення товарів, капіталів та робочої сили, а також повного використання факторів виробництва.
Регіоналізація – форма сучасної глобалізації, за якої глобалізаційні процеси розвитку не мають єдиного вектора, а в обмеженому просторі існує сукупність конкуруючих цивілізаційних моделей в рамках однієї чи кількох сфер людської взаємодії.

## Співвідношення регіоналізації та глобалізації
В науковій літературі є два погляди на співвідношення понять регіоналізації та глобалізації.
Перший: регіоналізація та глобалізація – антагоністичні процеси, різнонаправлені. Однак, обидва тренди розвиваються паралельно і домінування кожного з них в сучасній світовій політиці є неправильним і неможливим.
Другий: регіоналізація та глобалізація є взаємодоповнюваними і нерозривними процесами, що переходять один в одного. Це пояснюється тим, що асиметричність глобального розвитку є одним із негативних наслідків процесу глобалізації і виражається через нерівномірність розвитку держав і регіонів, що і стає передумовами регіоналізації, за якої поступово зближуються рівні розвитку господарських одиниць в межах певної території та відбуваються процеси економічної інтеграції.

## Зв’язок регіоналізації з процесамитранснаціоналізації
На розвиток процесів регіоналізації має вплив діяльність ТНК, під впливом яких тренд набуває нових характеристик. Це проявляється в об’єднанні національних ринків в межах території, яку, з огляду на однорідність певних характеристик та взаємозалежність господарських зв’язків, можна класифікувати як регіон. ТНК – рушійна сила економічної регіоналізації, що пов’язана з особливостями регіонального розвитку територій та держав, кожній з яких притаманні приблизно однакові рівні економічного розвитку, внутрішня міграція капіталів, робочої сили, кооперація та спеціалізація виробництва. Згідно з деякими футуристичними оцінками в майбутньому процеси регіоналізації відіграватимуть ключову роль у світовому розвитку, оскільки можуть стати причиною поділу світу на декілька потужних регіональних утворень.

## Рівні регіоналізації
За В.М.Новицьким виділяються такі просторові рівні регіоналізації:
- макрорегіональний – інтеграція держав, що об’єднані у великі регіони (Західна Європа, Центральна Європа, Східна Європа, Центральна Азія, Південна Азія, Східна і Південно-Східна Азія, Азіатсько-тихоокеанський регіон, північна Америка, Латинська Америка, Близький Схід, Західна і Центральна Африка, Східна Африка, Південна Африка).
- мезорегіональний – інтеграція прикордонних адміністративно-територіальних утворень держав (євро регіони).
- мікрорегіональний – інтеграція шляхом створення спеціальних економічних зон.

## Наслідки регіоналізації
Позитивні – формування «економічної самоідентифікації» регіонів та збільшення їх зацікавленості у господарській діяльності.
Негативні – посилення регіональних диспропорцій розвитку, інколи – з ознаками сепаратизму, поява «депресивних» регіонів, порушення зовнішніх економічних зв’язків і комплексного та цілісного розвитку великих територій і держав, що проявляється у диференціації характеру процесів економічного відтворення, показників розвитку суспільного виробництва, суспільно-економічного, соціально-економічного, політичного розвитку.